# 佩特里基夫 (捷爾諾波爾區)
49°31′40″N 25°34′38″E / 49.52778°N 25.57722°E
佩特里基夫（烏克蘭語：Петриків）是位於烏克蘭西部泰爾諾皮爾州裏泰爾諾皮爾區的村莊，處於塞雷特河畔，始建於1458年，面積4.6平方公里，2012年人口3,033。